# 青梅市立友田小学校
青梅市立友田小学校（おうめしりつともだしょうがっこう）は、東京都青梅市友田町にある小学校。児童数約130名。校舎の目の前を多摩川が東流しており、近くには首都圏中央連絡自動車道が通っている。
最寄駅はJR青梅線小作駅。なお開校記念日の6月4日は、1978年（昭和53年）の同日に、校舎の落成式が行われたことによる。

## 周辺施設
- オザム 本社・友田店
- ウェルパーク 青梅友田店